# Nhà thờ chính tòa Cádiz
Nhà thờ chính tòa Cádiz (tiếng Tây Ban Nha: Catedral de Cádiz, Catedral de Santa Cruz de Cádiz) là một nhà thờ Công giáo ở Cádiz, southern Tây Ban Nha, và là trung tâm của Giáo hội Công giáo Roma Cadiz y Ceuta. Nó được xây dựng giữa năm 1722 và 1838. Nhà thờ chính tòa được công nhận là Bien de Interés Cultural năm 1931.
Nhà thờ chính tòa Cádiz và nhà thờ Santiago Baroque được xây dựng vào năm 1635. Nhà thờ có vị trí trên nhà thờ cũ trước đây, dược xây vào năm 1260 và bị đôt phá năm 1596.

## Hình ảnh

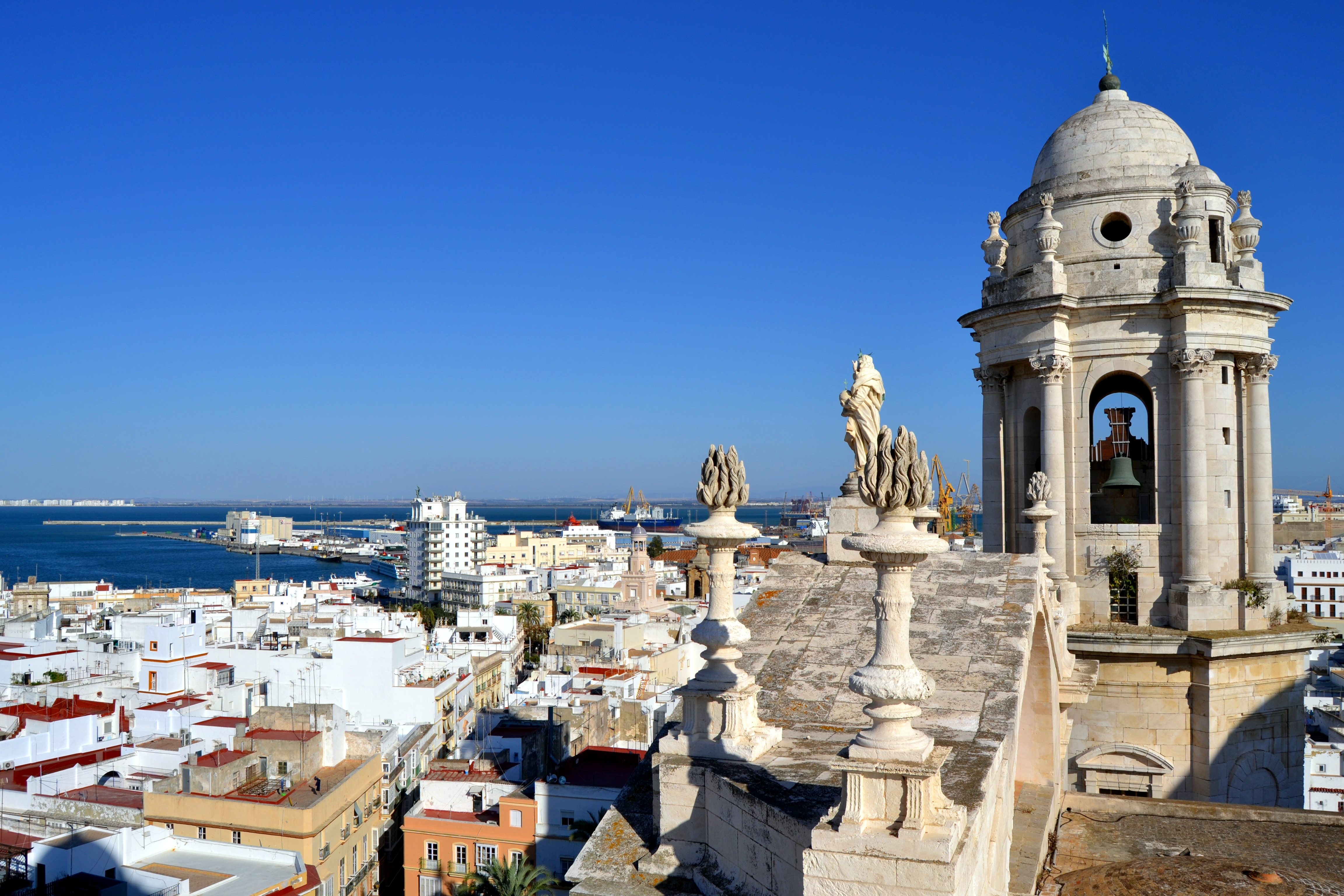
Nhà thờ chính tòa và hải cảng
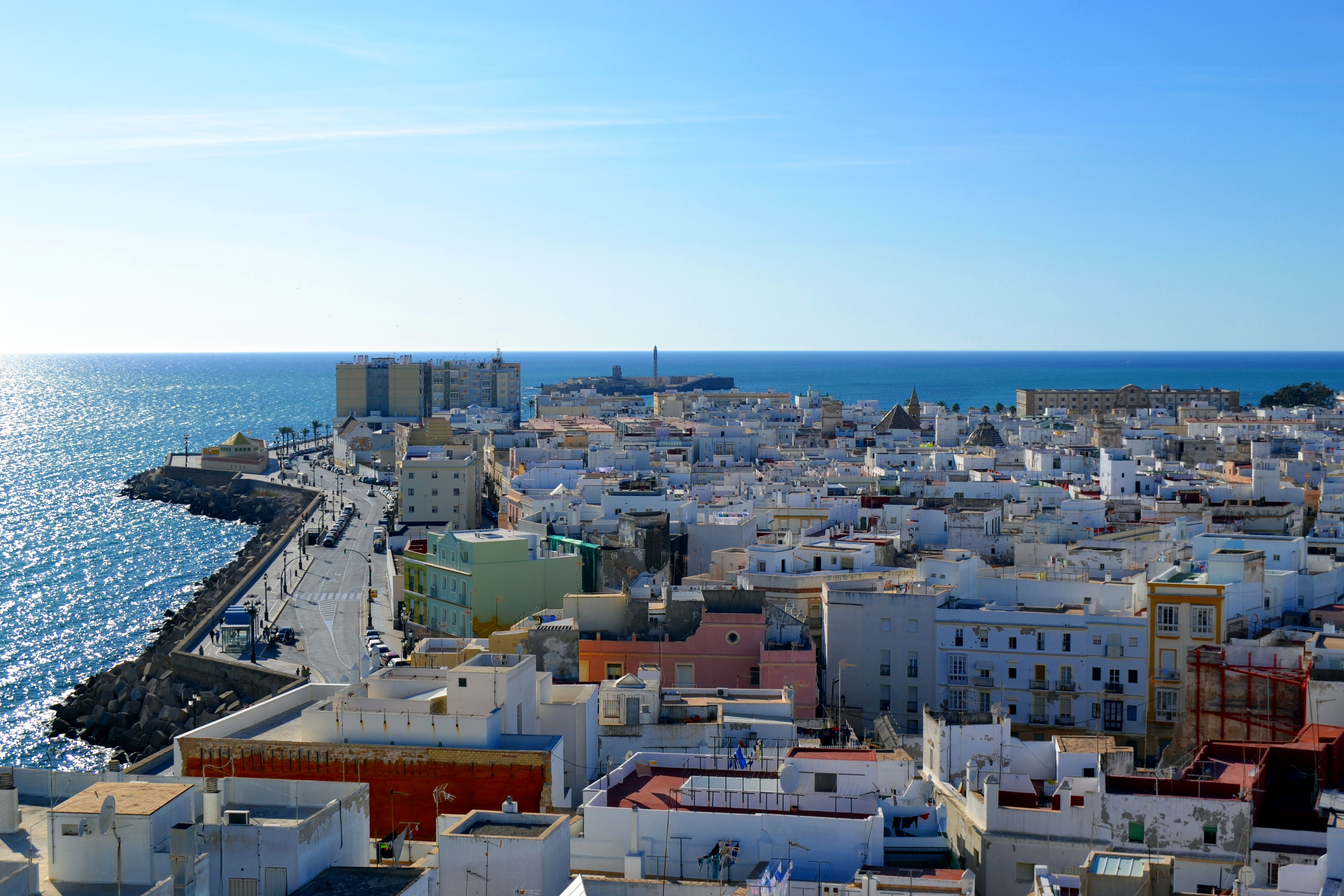
Lâu đài San Sebastián Castle và khu Viña
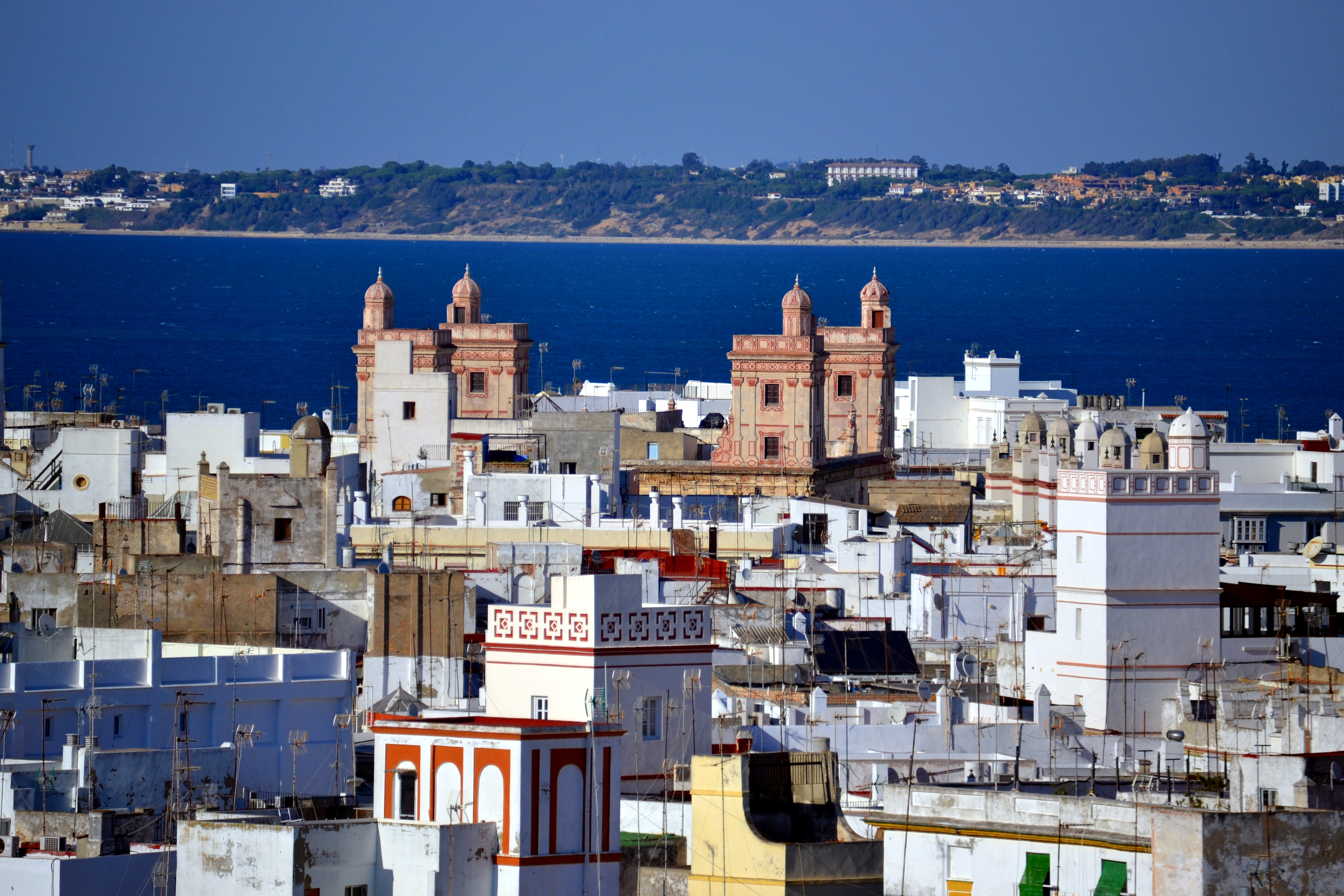
Nhà bốn tháp
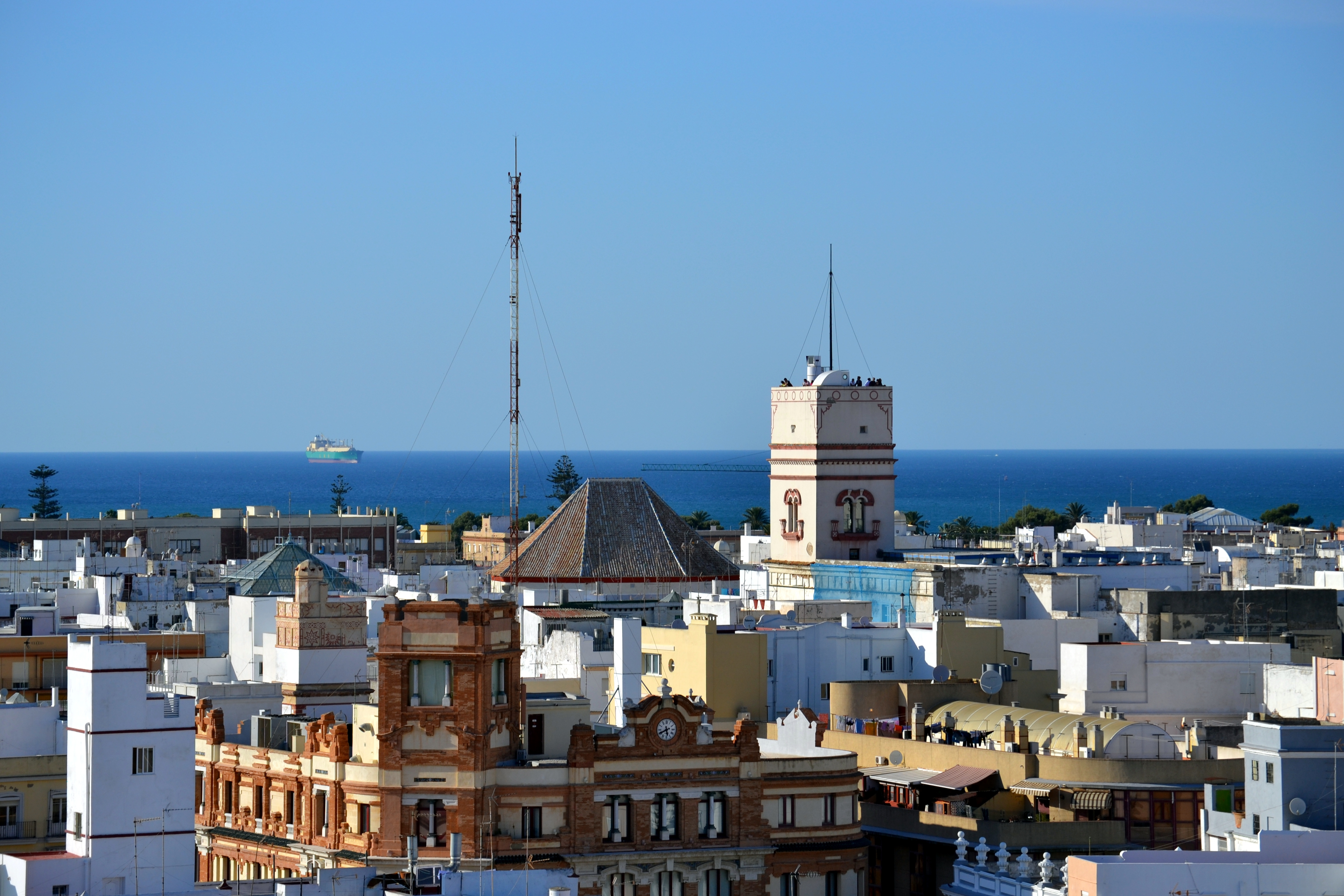
Tháp Tavira